# Michiel Veenstra

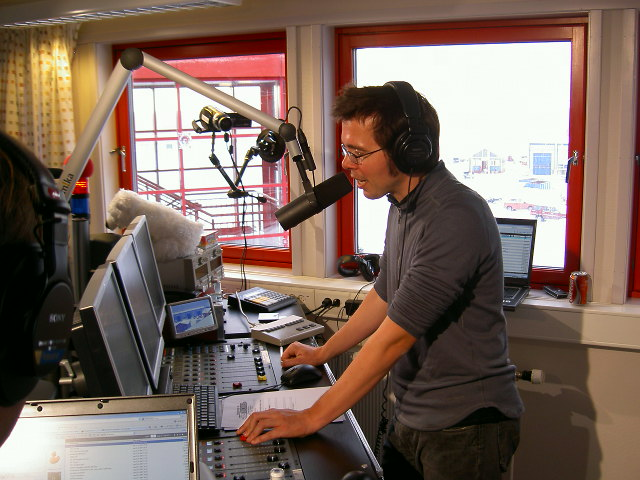
Michiel Veenstra (2007)

Arjan Michiel Sander Veenstra (* 6. März 1976 in Almelo, Niederlande) ist ein niederländischer Hörfunk-DJ.

## Leben
Veenstra begann seine Radiotätigkeit 1992 bei einem Piratensender. 1994 wechselte er zu einem Lokalradio in Wierden. Nach Beschäftigung bei anderen Stationen wechselte er 1997 zu Radio 538, wo er bis 2000 moderierte.

## Tätigkeit
Michiel Veenstra arbeitet für den öffentlich-rechtlichen Rundfunk NTR. Seit 2005 moderiert er auf dem Radiosender 3FM montags bis donnerstags die NTR-Sendung MetMichiel. Zu Anfang lag der Sendeplatz zwischen 20:00 Uhr und 22:00 Uhr. Seit 2006 wurde die Sendung auf die drei Stunden zwischen 19:00 Uhr und 22:00 Uhr ausgeweitet. Freitags zwischen 19:00 und 22:00 Uhr moderiert Michiel Veenstra zusammen mit Gerard Ekdom die NTR-Sendung Ekstra Weekend ebenfalls auf 3FM.